# Anisoplia andreae
Anisoplia andreae är en skalbaggsart som beskrevs av Baraud 1991. Anisoplia andreae ingår i släktet Anisoplia och familjen Rutelidae. Inga underarter finns listade i Catalogue of Life.